# 姜壽春
姜寿春（？—？）别号仁久，嫩江省泰康县（今属黑龙江省杜尔伯特蒙古族自治县）人。中华民国政治人物。

## 生平
1932年夏，国际联盟调查团赴哈尔滨调查九一八事变，调查团代表由意大利、加拿大、德国专家组成，中方代表为顾维钧。因张克威曾在美国读书，又曾在特派员公署住过，故奉派担任招待员。调查团在哈尔滨调查期间，黑龙江地区的抗日部队领导人马占山的代表蒋松年、姜寿春秘密找到张克威，请张克威帮助将马占山的部队及民众的反对日本侵略的抗日文件伺机送交代表团。
1945年9月20日，姜寿春被任命为国民政府立法院第四届立法委员。